# Adam Jacek Kozak
Adam Jacek Kozak (ur. 17 października 1943 w Krakowie) – grafik, malarz, rysownik.

## Życiorys
Ukończył  w 1969 Wydział Grafiki w Katowicach filii Akademii Sztuk Pięknych w Krakowie. 
Jego dzieła posiadają wspólną cechę, dynamicznie traktowana forma nie mieści się w polu obrazu i ekspansywnie wychodzi na szerokie ramy, które nie ograniczają obrazu, a są jego kontynuacją.
Stylistyka jego prac jest bardzo zmysłowa, chwilami poetycka, nawiązuje do filozoficznych opowiastek, mitów i symboli naszej cywilizacji. Dzieła Adama Jacka Kozaka niezwykle intensywne w swojej formie, nie pozostawiają widza obojętnym.